# توراكو أصفر المنقار
توراكو أصفر المنقار (الاسم العلمي: Tauraco macrorhynchus) (بالإنجليزية: Yellow-billed Turaco)‏ هو نوع من الطيور يتبع جنس التوراكو من فصيلة آكلات الموز.